# 奈茨 (密蘇里州)
奈茨（英語：Knights）是位於美國密蘇里州賈斯珀縣的非建制地區。

## 歷史
奈茨的郵局於1881年設立，其後於1888年停運。

## 地理
奈茨所處的海拔為高於海平面329米（即1079英呎），而該地所採用的時區為UTC-6，即北美中部時區（CST）。同時該地設有夏令時間，為UTC-6調快一小時，即UTC-5（CDT）。